# فرع عنقي للعصب الوجهي
 يمتد الفرع العنقي للعصب الوجهي نحو الأمام تحت العضلة الجلدية للعنق، ويشكل سلسلة من الأقواس عبر جانب الرقبة، على العضلات فوق اللامية.

## روابط خارجية
- صور تشريحية:23:06-0102 في مركز داونستيت الطبي التابع لجامعة نيويورك - "فروع العصب الوجهي (CN VII)"
- درسٌ تشريحي حول lesson4 مُعدٌ بواسطة ويسلي نورمان (جامعة جورجتاون). ( parotid3 )
- درسٌ تشريحي حول cranialnerves مُعدٌ بواسطة ويسلي نورمان (جامعة جورجتاون). ( VII )
- http://www.dartmouth.edu/~humananatomy/figures/chapter_47/47-5. نسخة محفوظة 26 فبراير 2020 على موقع واي باك مشين. HTM نسخة محفوظة 26 فبراير 2020 على موقع واي باك مشين.